# Momin Prochod
Momin Prochod (Bulgaars: Момин проход) is een kleine stad in Bulgarije. De stad is gelegen in de gemeente Kostenets in de oblast  Sofia. Op 31 december 2020 telde Momin Prochod 1.355 inwoners. Het stadje ligt 70 km ten zuidoosten van de hoofdstad Sofia en heeft sinds 2006 officiële stadsrechten verkregen.

## Bevolking
Op 31 december 2020 telde de plaats 1.355 inwoners, dit waren 10 personen minder dan 1.365 personen een jaar eerder.
| Jaar           | 2006  | 2008  | 2010  | 2012  | 2014  | 2016  | 2018  | 2020  |
| -------------- | ----- | ----- | ----- | ----- | ----- | ----- | ----- | ----- |
| Inwonersaantal | 1.590 | 1.578 | 1.543 | 1.587 | 1.515 | 1.462 | 1.384 | 1.355 |

De bevolking bestaat nagenoeg uitsluitend uit etnische Bulgaren (1.539 personen, oftewel 98%). Verder werden er 25 Roma geteld (1,6%).
| Etnische samenstelling van de respondenten (2011) | Etnische samenstelling van de respondenten (2011) | Etnische samenstelling van de respondenten (2011) | Etnische samenstelling van de respondenten (2011) | Etnische samenstelling van de respondenten (2011) |
| ------------------------------------------------- | ------------------------------------------------- | ------------------------------------------------- | ------------------------------------------------- | ------------------------------------------------- |
|                                                   |                                                   |                                                   |                                                   |                                                   |
| Bulgaren                                          | Bulgaren                                          |                                                   | 98,0%                                             | 98,0%                                             |
| Turken                                            | Turken                                            |                                                   | 0,0%                                              | 0,0%                                              |
| Roma                                              | Roma                                              |                                                   | 1,6%                                              | 1,6%                                              |
| Anders/Onbekend                                   | Anders/Onbekend                                   |                                                   | 0,4%                                              | 0,4%                                              |

Kinderen tussen de 0 en 14 jaar vormen met 182 personen zo’n 11% van de bevolking, terwijl de 65-plussers met 286 personen bijna 18% van de bevolking vormen.